# Literatura de Vanuatu
La literatura de Vanuatu, entendida en el sentido estricto de la literatura escrita, comenzó en la década de 1960, principalmente en idioma inglés.

## Historia
Lo que existía en Vanuatu precolonial era, y sigue siendo, literatura oral, en forma de cuentos populares, mitos, leyendas, poesía cantada... transmitida de boca en boca a través de generaciones. La escritura y la alfabetización fueron introducidas por misioneros y escuelas formales del período colonial; la idea de utilizar esta tecnología con fines artísticos surgió tarde y se ha restringido principalmente a los círculos sociales urbanos influenciados por las prácticas occidentales.
El surgimiento de la literatura escrita vanuatuense tuvo lugar en el contexto del desarrollo de la literatura indígena de las islas del Pacífico en la región del Pacífico en general, a partir de finales de los años sesenta. En 1968, la fundación de la Universidad del Pacífico Sur en Suva proporcionó un estímulo para las aspiraciones literarias de los isleños del Pacífico.
Se crearon cursos de escritura creativa y talleres. La South Pacific Arts Society se fundó en la Universidad en 1973 y publicó literatura de las islas del Pacífico (poesía y cuentos) en la revista Pacific Islands Monthly. En 1974, la Sociedad fundó la editorial Mana Publications, seguida en 1976 de la revista de arte y literatura Mana. La revista publicó las primeras antologías de poesía de Vanuatu.

### Representantes
Podría decirse que la principal figura literaria de Vanuatu fue la poeta feminista Grace Mera Molisa (1946-2002). La revista The Australian  ha descrito sus poemas como «un comentario social mordaz sobre la vida en el Vanuatu patriarcal y poscolonial». Ella escribió tanto en inglés como en bislama. Sus principales obras: Blackstone, 1983; Colonised People: Poems, 1987; Pasifik paradaes, en bislama, 1995 y Remembrance of Pacific Pasts: An Invitation to Remake History, 2000.
En 2007, el francófono cantautor, músico y escritor Marcel Melthérorong publicó la primera novela escrita por un vanuatense, a través de la Alliance française: Toghan. Su novela tocó la sensación de desarraigo de los jóvenes de las islas del Pacífico, tratando de encontrar su orientación entre los valores melanesios y occidentales. Cuando se reeditó en 2009, el ganador del Premio Nobel de Literatura Jean-Marie Le Clézio escribió el prefacio, celebrando «una voz nueva y original» en la literatura francófona.

### Teatro
La escena literaria de Vanuatu también es notable para el grupo de teatro comunitario Wan Smolbag, establecido en 1989. El grupo escribe y presenta obras de teatro, en inglés y en bislama, que abordan temas educativos como «prevención de malaria y SIDA, preparación para huracanes y violencia doméstica». Wan Smolbag realiza giras regionales en el Pacífico Sur, y sus obras están disponibles en video en toda la región, donde se utilizan con fines educativos.
El teatro se describe a sí mismo como el uso de «drama para informar, crear conciencia y alentar la discusión pública sobre una variedad de temas de salud contemporánea, estilo de vida, medio ambiente y gobierno».